# Revolução Egípcia de 2011
A Revolução no Egito em 2011, também conhecida como Dias de Fúria, Revolução de Lótus e Revolução do Nilo, foi uma série de manifestações de rua, protestos e atos de desobediência civil que ocorreram no Egito de 25 de janeiro até 11 de fevereiro de 2011. Os organizadores das manifestações contaram com a recente revolta da Tunísia para inspirar as multidões egípcias a se mobilizarem, assim como ocorreu em grande parte do mundo árabe, sendo conhecido como Primavera Árabe. Os principais motivos para o início das manifestações e tumultos foram a violência policial, leis de estado de exceção, o desemprego, o desejo de aumentar o salário mínimo, falta de moradia, inflação, corrupção, falta de liberdade de expressão, más condições de vida e fatores demográficos estruturais. O principal objetivo dos protestos era derrubar o regime do presidente Hosni Mubarak, que esteve no poder durante trinta anos.
Enquanto protestos localizados já eram comuns em anos anteriores, grandes protestos e revoltas eclodiram por todo o país a partir do dia 25 de janeiro, que ficou conhecido como o "Dia da Ira", a data estabelecida por grupos de oposição do Egito e outros para uma grande manifestação popular. Os protestos de 2011 foram chamados de "sem precedentes" para o Egito e "a maior exposição de insatisfação popular na memória recente" no país, sendo que o Cairo está sendo descrito como "uma zona de guerra" por um correspondente local do jornal The Guardian. Pela primeira vez, os egípcios de todas as esferas sociais, com diferentes condições socioeconômicas se juntaram aos protestos. Estas foram as maiores manifestações já vistas no Egito desde 1977.
Mubarak dissolveu seu governo e nomeou o militar e ex-chefe da Direção Geral de Inteligência Egípcia, Omar Suleiman, como vice-presidente, na tentativa de sufocar a dissidência. Mubarak pediu ao ministro da aviação e ex-chefe da Força Aérea do Egito, Ahmed Shafiq, para formar um novo governo. A oposição ao regime de Mubarak se aglutinou em torno de Mohamed ElBaradei, com todos os principais grupos de oposição apoiando o seu papel de negociador de alguma forma de governo transitório. Muitos estrangeiros procuraram sair do país, enquanto os egípcios realizaram manifestos ainda maiores. Em resposta à crescente pressão Mubarak anunciou que não vai tentar a reeleição em setembro.
O objetivo principal dos protestos, enfim, foi atingido no dia 11 de fevereiro de 2011, quando o vice-presidente egípcio Omar Suleiman anunciou, pela emissora estatal de televisão, a renúncia do presidente Hosni Mubarak, o que causou a comemoração da população na Praça Tahrir, no centro do Cairo, e em várias outras cidades do Egito. O poder passou para o Conselho Supremo das Forças Armadas.  Em 24 de maio, Mubarak foi obrigado a ir a julgamento sob a acusação de assassinato premeditado de manifestantes pacíficos e, se condenado, poderá enfrentar a pena de morte.
A junta militar, chefiada pelo chefe de Estado efetivo, Mohamed Hussein Tantawi, anunciou em 13 de fevereiro que a Constituição seria suspensa, ambas as câmaras do parlamento dissolvidas, e que as forças armadas governariam por seis meses até as eleições pudessem ser realizadas. O gabinete anterior, incluindo o primeiro-ministro Ahmed Shafik, continuaria a servir como um governo interino até que um novo fosse formado. Shafik renunciou em 3 de março, um dia antes de grandes protestos para levá-lo a renunciar. Foi substituído por Essam Sharaf, o ex-ministro dos Transportes.
Embora Mubarak tenha renunciado, os protestos continuaram em meio a preocupações sobre quanto tempo a junta militar durará no Egito, alguns receiam que os militares vão governar o país por tempo indeterminado. A revolução egípcia, juntamente com os acontecimentos na Tunísia, tem influenciado as manifestações em outros países árabes, incluindo no Iêmen, Bahrein, Jordânia, Síria e Líbia.

## Antecedentes

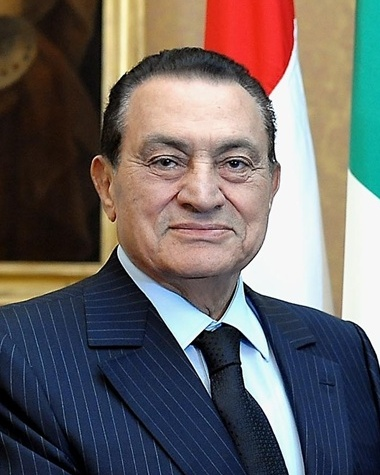
Hosni Mubarak em 2009

Hosni Mubarak tornou-se chefe de governo da república semi-presidencial do Egito após o assassinato do presidente Anwar El Sadat em 1981, e continuou seu governo até 2011. O reinado de Mubarak de 30 anos fez dele o presidente mais longevo da história do Egito, com o governo do Partido Democrático Nacional (NDP) mantendo um regime unipartidário sob um contínuo estado de emergência. O governo de Mubarak ganhou o apoio do Ocidente e uma continua ajuda anual dos Estados Unidos pela manutenção de políticas de repressão aos militantes islâmicos e a paz com Israel.  Hosni Mubarak, foi muitas vezes comparado a um faraó egípcio pela mídia e por alguns de seus críticos devido ao seu regime autoritário.

### Herança do poder

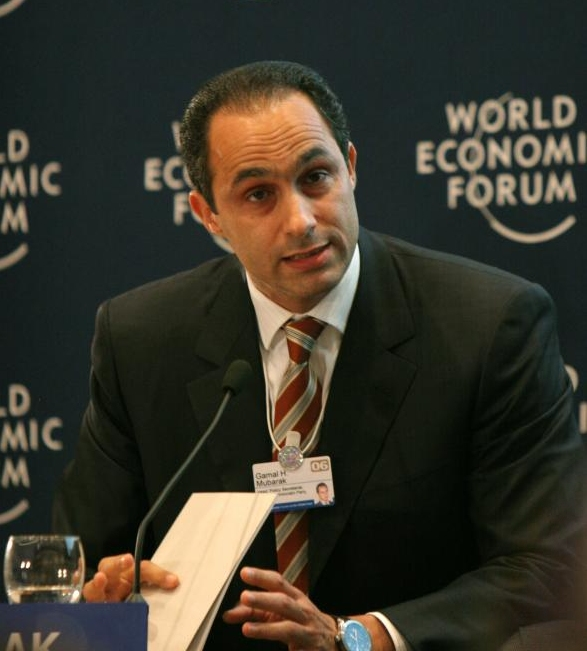
Gamal Mubarak em 2006

Gamal Mubarak, o mais jovem dos dois filhos de Mubarak, começou a ser preparado para suceder seu pai como o próximo presidente do Egito por volta do ano 2000. Gamal começou a receber considerável atenção nos meios de comunicação egípcios, já que não havia outros herdeiros aparentes para a presidência. A ascensão de Bashar al-Assad ao poder na Síria em junho de 2000, poucas horas após a morte de Hafez al-Assad, provocou um acalorado debate na imprensa egípcia sobre as perspectivas de um cenário semelhante estava ocorrendo no Cairo.
Ao longo da década cresceu a percepção de que Gamal iria suceder a seu pai. Ele detinha um poder crescente como secretário-geral adjunto no NDP. Os analistas chegaram ao ponto de descrever a última década de Mubarak no poder como "a era de Gamal Mubarak". Com a saúde de Mubarak em declínio e o líder recusando-se a nomear um vice-presidente, Gamal era considerado por alguns como o presidente do Egito de facto.

### Lei de Emergência

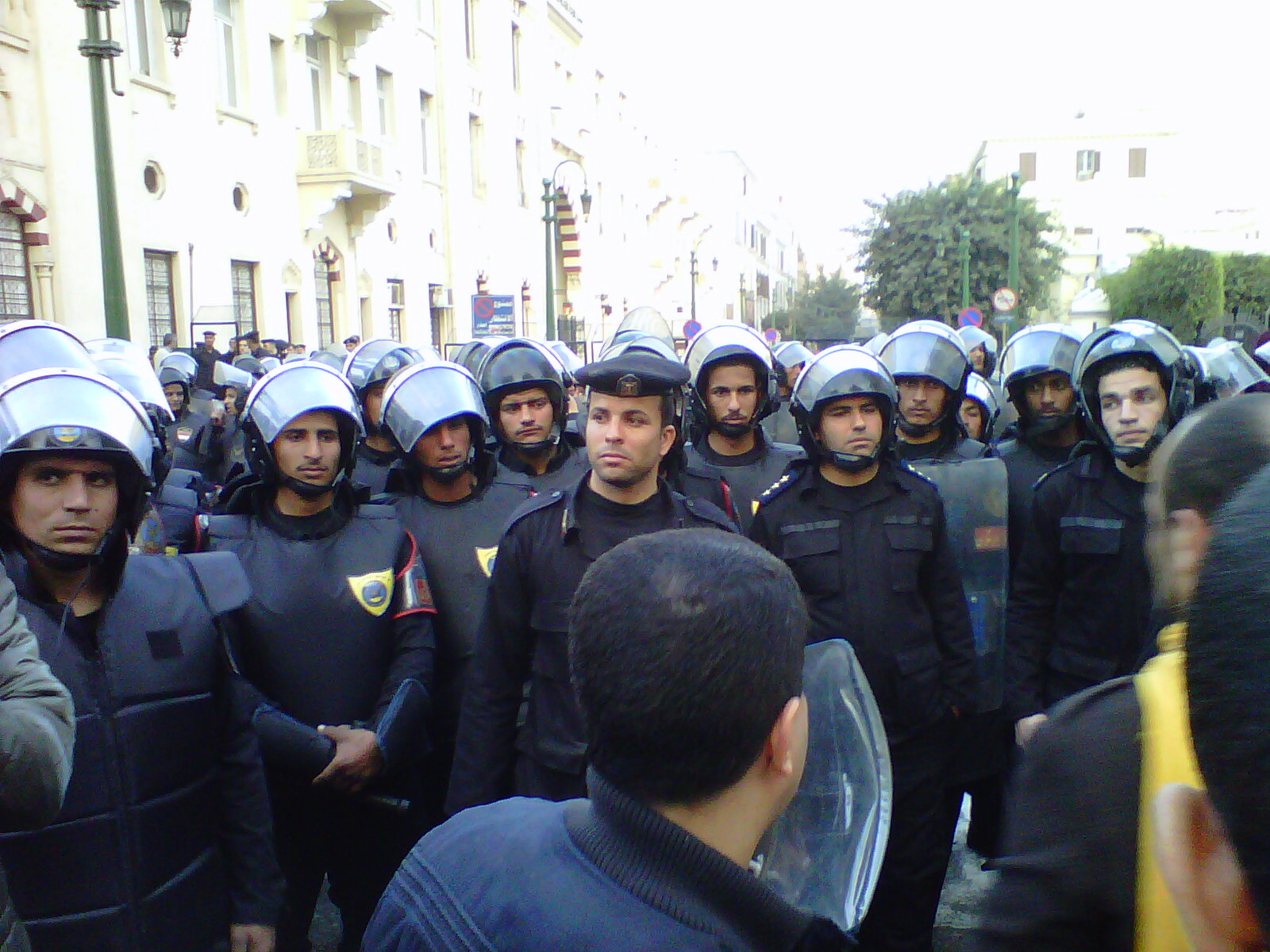
A polícia paramilitar anti-tumultos da Central das Forças de Segurança implantada durante os protestos de 25 de janeiro.

Uma lei de emergência (Lei nº 162 de 1958) foi promulgada após a Guerra dos Seis Dias de 1967. Foi suspensa por 18 meses no início de 1980 e de forma contínua, ficou em vigor desde assassinato do presidente Sadat em 1981. Sob a lei, os poderes policiais são estendidos, os direitos constitucionais suspensos, a censura é legalizada, e o governo pode prender indivíduos indefinidamente e sem razão. A lei limita drasticamente qualquer atividade política não governamental, incluindo manifestações de rua, organizações políticas não aprovadas, e doações financeiras não registradas. O governo Mubarak citou a ameaça do terrorismo, a fim de ampliar a lei de emergência, reivindicando que os grupos oposicionistas como a Irmandade Muçulmana poderia chegar ao poder no Egito, se o atual governo renunciasse as eleições parlamentares e não suprimisse o grupo por meio de ações permitidas pela lei de emergência. A eleição parlamentar em dezembro de 2010 foi precedida por uma ofensiva a mídia, prisões, proibições de candidatos (especialmente da Irmandade Muçulmana), e alegações de fraude envolvendo a vitória quase unânime pelo partido governante no parlamento. As organizações de direitos humanos estimam que em 2010 entre 5 000 e 10 000 pessoas foram detidas por longos períodos sem acusação ou julgamento e na década de 1990 o número de detidos foi superior a 20 000.

### Corrupção
A corrupção política no Ministério do Interior do governo Mubarak aumentou dramaticamente, devido ao maior poder sobre o sistema institucional. A ascensão de empresários poderosos no partido governante e na Assembleia Popular trouxe uma grande desconfiança por parte da população durante o mandato do primeiro-ministro Ahmed Nazif. Um bom exemplo é o monopólio de Ahmed Ezz na indústria siderúrgica no Egito controlando 60% de quota de mercado. Estima-se que o ex-presidente egípcio, Hosni Mubarak, possa ter uma fortuna de cerca de 70 bilhões de dólares, o que torna o homem mais rico do mundo, se tomarmos como referência a prestigiosa lista da Forbes. Aladdin Elaasar, um biógrafo egípcio e professor americano, estimou que a família Mubarak possuía entre $50 a $70 bilhões.
Em 2010, a Transparência Internacional em seu Índice de Percepções de Corrupção, classificou o Egito na posição 98, com uma pontuação de 3.1, com base no grau de corrupção tanto governamental como empresarial (sendo 10,0 como ausência de corrupção e 0,0 como corrupção total e extrema).

### Explosão demográfica
A população que em 1950 era cerca de 20 milhões e em 1980 era de cerca de 44 milhões, em 2009 atingiu 83 milhões de pessoas. A maioria dos egípcios vivem às margens do rio Nilo em uma área de 40 000 km², a única área fértil do país. A emergente crise de superpopulação tem causado problemas de pobreza, saúde, educação e habitação, bem como uma redução de terras férteis disponíveis.

## Cronologia

### Janeiro

#### 25 de janeiro, "Dia da Revolta"

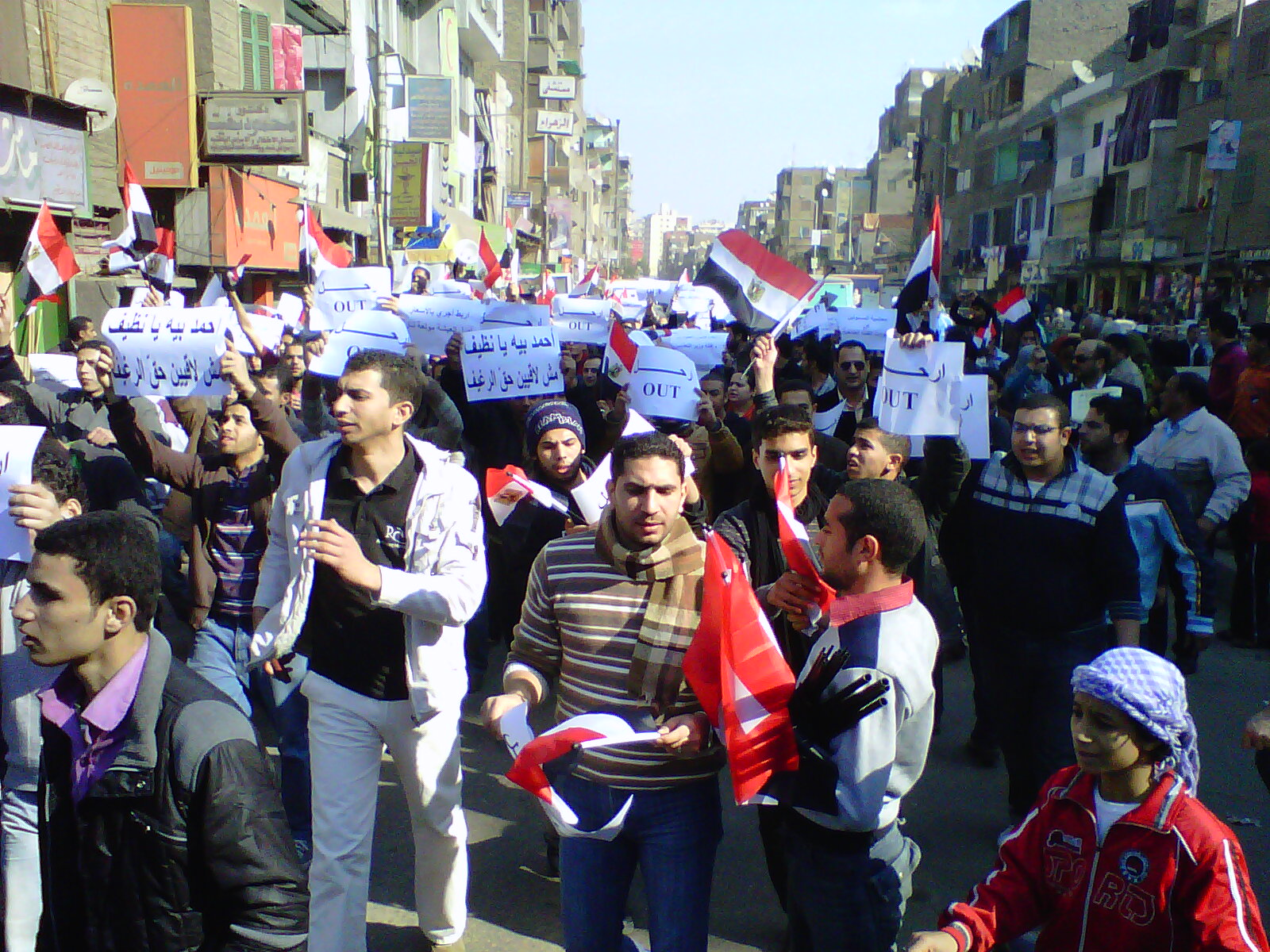
Manifestantes marcham no dia 25 de janeiro.

Em 25 de janeiro de 2011 os protestos tiveram início em várias cidades do Egito, incluindo Cairo, Alexandria, Suez e Ismaília. Milhares protestaram em Cairo, com mais de 15 mil pessoas ocupando a Praça Tahrir.

#### 26 e 27 de janeiro
As revoltas continuaram e o aumento de violência, tanto pelos manifestantes quanto pelos policiais, começam a provocar as primeiras mortes. Prédios são incendiados e o exército egípcio é chamado para auxiliar a polícia.

#### 28 de janeiro, "Sexta-feira da Ira"
Milhares tomam as ruas por todo o Egito. Pouco antes da 1h00 da manhã (horário local), o governo egípcio derrubou a internet no país, juntamente com alguns serviços de telefone celular e SMS — a legislação egípcia permite ao governo bloquear tais serviços, e as operadoras são obrigadas a cumprir.
Os protestos continuaram país afora. Em Suez, os manifestantes tomaram uma estação policial e libertaram todos os presos, a maioria capturada nos dias anteriores. No final da tarde, foi incendiado o prédio do Partido Nacional Democrático, em Cairo.

#### 29 de janeiro

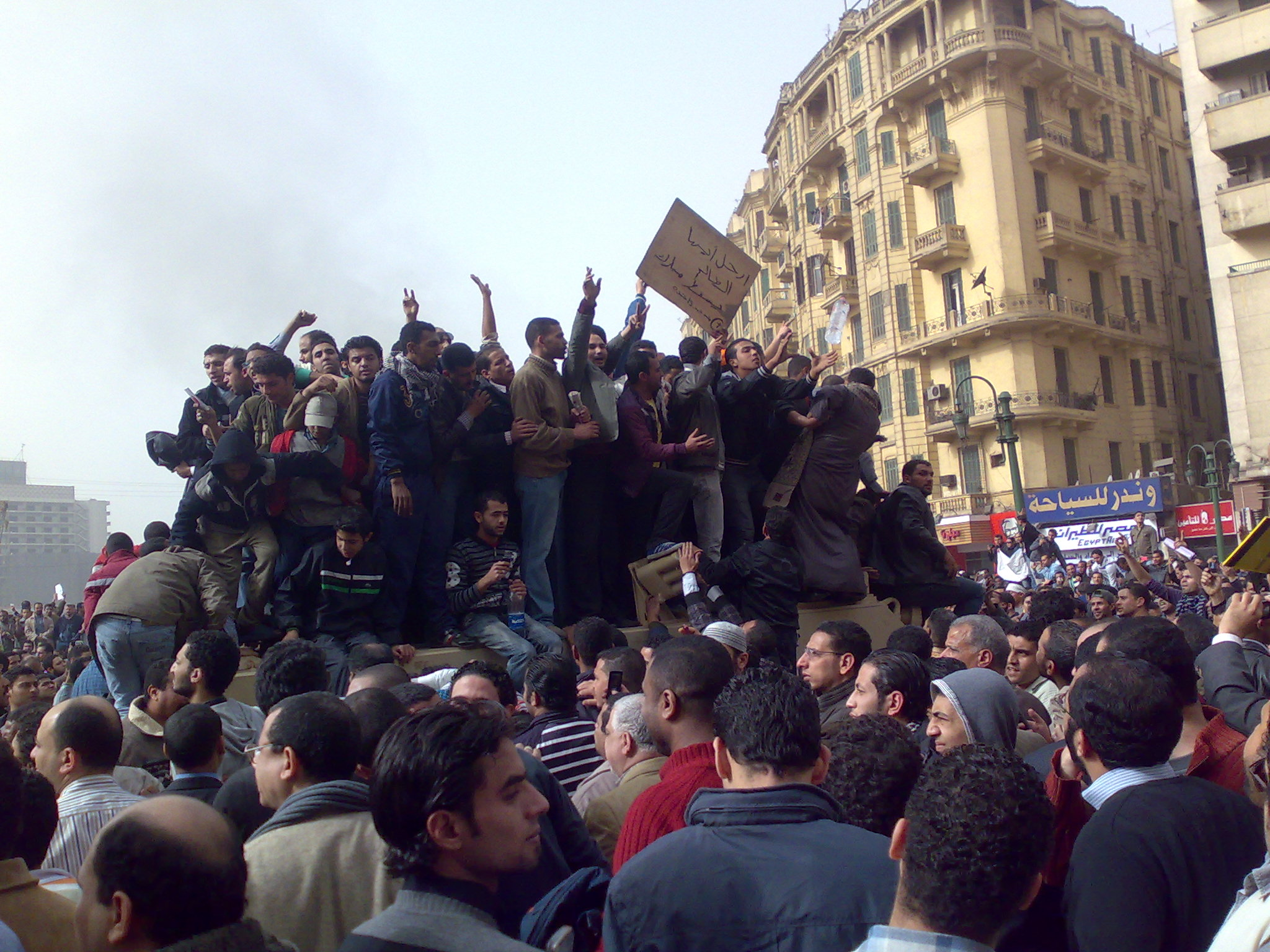
Protestos no centro do Cairo no dia 29 de janeiro.

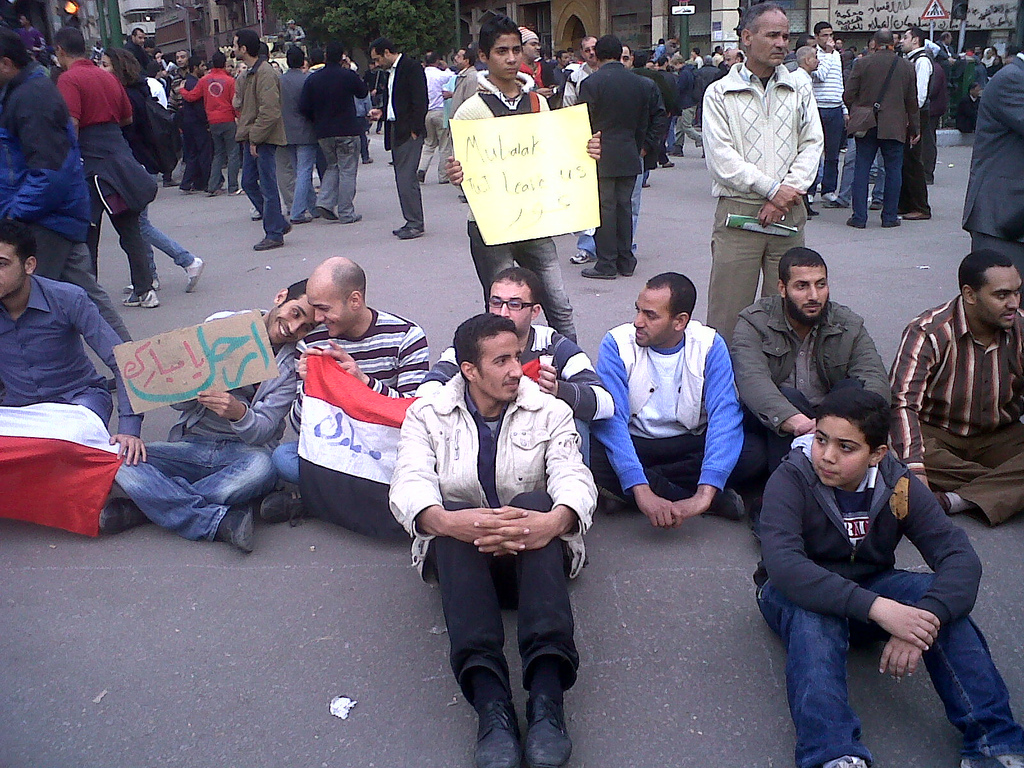
Protestantes na praça Tahrir, centro do Cairo, em 30 de janeiro.

Os protestos continuam, e os manifestantes pedem a saída do presidente Mubarak. É imposto um toque de recolher às 6h00 da tarde a toda a população, que desobedece. Começa a acontecer alguns saques, e a população se organiza em unidades familiares e de vizinhos para tentar se proteger.
O acesso às pirâmides é fechado citando-se "condições atmosféricas". Relatos dizem que a população tenta proteger os "artefatos preciosos", mas alguns itens foram danificados e duas múmias foram destruídas.
A China passa a censurar notícias relacionadas às manifestações dos egípcios.

#### 30 de janeiro
O Banco Central Egípcio diz que todos os bancos e a bolsa de valores permanecerão fechados. Países como os Estados Unidos e a Inglaterra pedem aos seus turistas no Egito que deixem a região.
O governo egípcio fecha a rede de TV Al Jazeera, que vinha relatando os eventos para o mundo todo 24 horas por dia, e tenta cativar os militares colocando altos oficiais em ministérios e altos cargos do governo, enquanto o exército dá uma demonstração de força, com colunas de tanques ocupando a Praça Tahrir e aviões fazendo voos rasantes.
No final do dia, desafiando o toque de recolher, o diplomata e ganhador do Nobel da Paz Mohamed ElBaradei juntou-se à multidão, dando força aos protestos e discursando contra o presidente Mubarak.

#### 31 de janeiro
Os manifestantes convocam uma greve geral no país por tempo indeterminado. O presidente Mubarak anuncia uma troca de ministros, numa tentativa de contornar a crise. O exército anuncia que não vai abrir fogo contra a população. O aeroporto de Cairo vive um dia de caos, com estrangeiros tentando sair do país. Devido à quantidade de cancelamentos e atrasos, o aeroporto parou de anunciar os horários dos voos, o que só agravou a situação. Então Israel enviou no mesmo dia armamentos para o governo egípcio.[carece de fontes?]

### Fevereiro

#### 1 a 4 de fevereiro

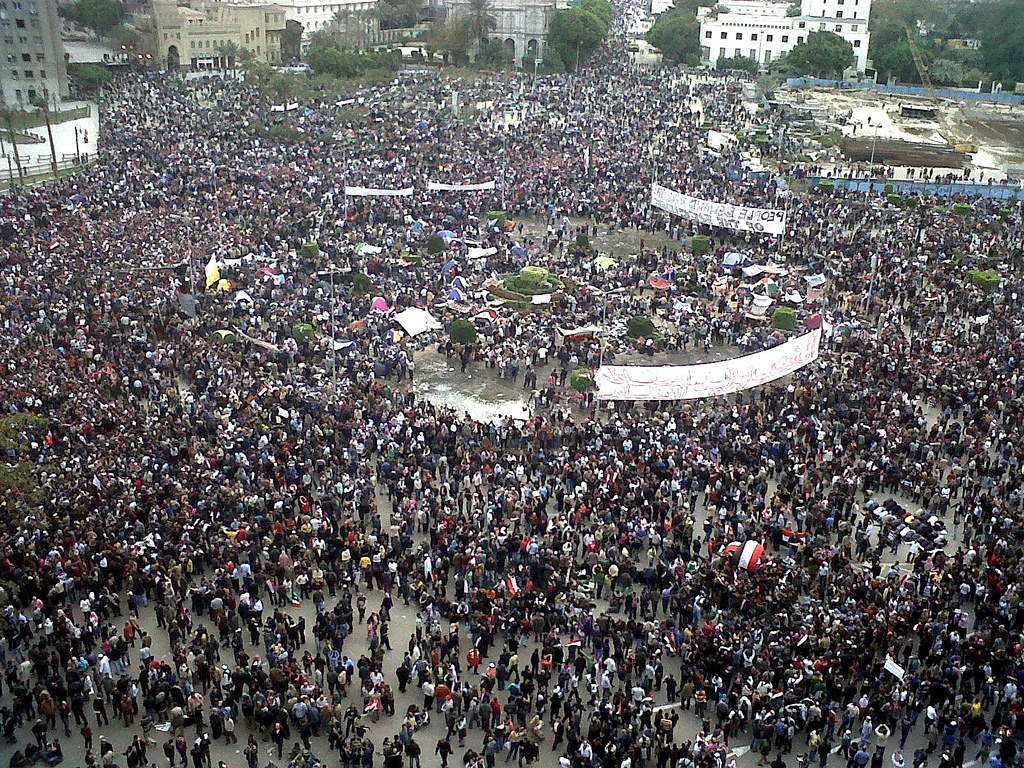
Milhares protestam na Praça Tahrir no dia 4 de fevereiro.

Na terça-feira, mais de um milhão de pessoas reuniram-se na praça Tahrir, no Cairo. A manifestação é "pacífica e festiva". Também ocorreram manifestações em outras cidades egípcias, como Alexandria e Suez.
Manifestantes contra e a favor do presidente Hosni Mubarak se enfrentam na praça Tahrir e ruas ao redor, e surgem os primeiros mortos, além dos mais de 600 feridos. Mubarak sustenta sua posição e diz que não renunciará até setembro, quando haverá eleições, as quais ele afirmou que não irá mais concorrer. Conflitos se estenderam pela madrugada do dia 2 até o dia 3 de fevereiro. Manifestantes pro-Mubarak armados com coquetéis molotov e algumas armas automáticas atiraram contra a multidão matando pelo menos 5 pessoas. Eventualmente o exército interveio e removeu as armas. Pela madrugada do dia 3 a situação voltou a ficar calma.
Durante os violentos confrontos destes 2 dias ocorreu uma "caça aos jornalistas estrangeiros", levada a cabo alegadamente por manifestantes pró-Mubarak. A salientar Bert Sundström, um jornalista da televisão sueca que ficou ferido gravemente após sofrer múltiplas facadas.
O Comitê para a Proteção de Jornalistas acusa o governo egípcio de querer eliminar as testemunhas das suas ações.
No dia seguinte, milhões de pessoas se reuniram na praça Tahrir para as orações islâmicas de sexta-feira. Protestos continuam pacificamente após as orações, e o dia 4 ficou conhecido como Dia da Saída.

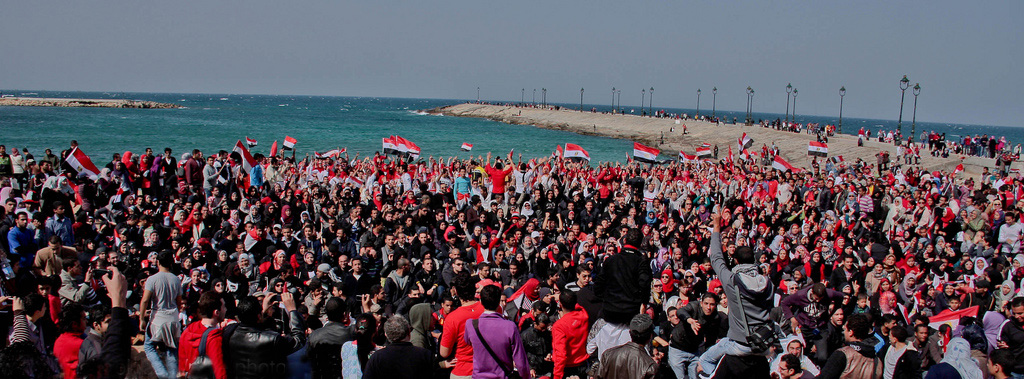
Protestos em Alexandria.

#### 5, 6 e 7 de fevereiro
Depois do "Dia da Saída" ter terminado com Mubarak ainda presidente do Egito, novamente e pelo décimo segundo dia consecutivo, a multidão concentra-se na Praça Tahrir pedindo a sua demissão imediata. Foram muitos os que ignoraram o recolher obrigatório imposto e permaneceram durante a noite na praça.
Um gasoduto explode no Sinai, e a rede de televisão estatal egípcia atribui o fato a sabotadores terroristas.
Omar Suleiman, vice-presidente egípcio, sobreviveu a uma tentativa de assassinato, e dois de seus guarda-costas morreram. O governo dos Estados Unidos confirma o ocorrido, mas o governo egípcio desmente.
A liderança do Partido Nacional Democrático, o partido de Hosni Mubarak, renuncia. Incluem-se entre eles Gamal Mubarak, filho e herdeiro político do então presidente, e Safwat el-Sharif, secretário-geral do partido, substituído por Hossam Badrawi, que vinha sendo excluído por conta de suas críticas ao governo.
No dia seguinte houve um encontro com as lideranças políticas do Egito, e o vice-presidente Omar Suleiman aceitou fazer concessões. Garantias quanto à liberdade de imprensa também foram discutidas, bem como a não aceitação de influências de outros países no processo de formação do novo governo. Foi proposto que o vice-presidente assumisse o poder no lugar de Mubarak — o que é permitido pela constituição egípcia —, mas ele não aceitou.
Deputados da base governista da Alemanha se propuseram a acolher Hosni Mubarak no país.
No dia 7, apesar das reuniões das lideranças políticas, a população ainda se recusava a voltar à vida "normal", continuando a protestar na praça Tahrir.

#### 8 e 9 de fevereiro

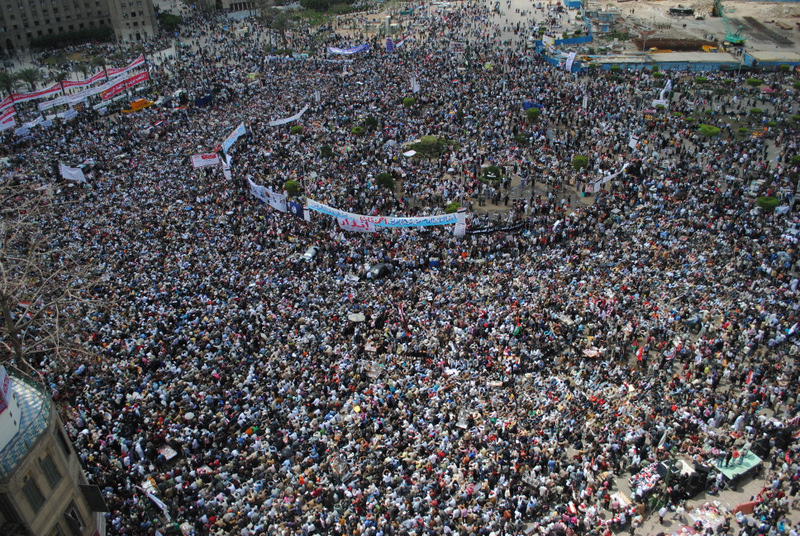
Centenas de milhares de pessoas protestam na Praça Tahrir em 8 de fevereiro de 2011.

No dia 8 foram registrados os maiores protestos desde o início dos acontecimentos, com centenas de milhares de pessoas na Praça Tahrir. Como parte das reformas prometidas, o governo egípcio começou a liberar presos políticos, entre eles Wael Ghonin, executivo do Google no país, que ficou preso por 12 dias.

#### 10 de fevereiro
Hosni Mubarak faz um pronunciamento e informa que passou a autoridade do país ao vice-presidente Omar Suleiman, mas que não renunciará até as eleições de setembro. Imediatamente após o pronunciamento, Suleiman falou à nação e pediu ao povo que voltasse para suas casas. A população, entretanto, reagiu de forma furiosa, exigindo a saída imediata de Mubarak. Mohamed ElBaradei, figura chave da oposição, manifestou preocupação:
| “ | O Egito vai explodir. O exército precisa salvar o país imediatamente. A credibilidade do exército está em jogo. | ” |

#### 11 de fevereiro

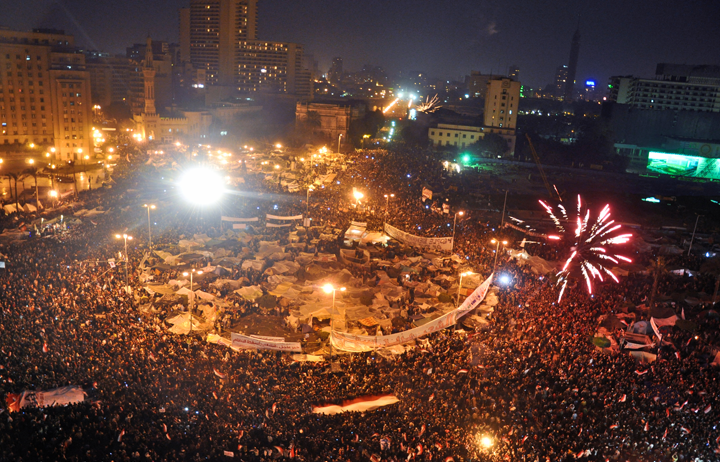
Centenas de milhares de pessoas celebram na Praça Tahrir, quando a renúncia de Hosni Mubarak é anunciada.

Milhares de pessoas continuam a protestar pelo décimo oitavo dia consecutivo. O presidente Mubarak deixa a capital Cairo indo de avião para o balneário de Sharm el-Sheikh, no Mar Vermelho, e faz um pronunciamento anunciando sua renúncia ao cargo de Presidente do Egito. A multidão festeja nas ruas, a festa entra pela madrugada.
O Governo da Suíça manda congelar os bens de Hosni Mubarak no país. A fortuna da família Mubarak pode chegar a US$ 70 bilhões.
A vitória da revolta popular no Egito deixou em alerta outros governantes de países árabes, e outros regimes autoritários imediatamente anunciaram concessões à população, como Bahrein, Síria, Jordânia, Iêmen e Argélia. Na Arábia Saudita não há relatos de concessões, mas uma campanha de reforma constitucional começou a se formar no Facebook.
Em São Paulo, um grupo de aproximadamente 100 pessoas se reuniu na Avenida Paulista para comemorar a vitória da revolução no Egito.

## Reações internacionais
- Irão: apoio aos protestos;[96]
- Estados Unidos e   União Europeia: apoiam, mas não necessariamente a renúncia de Mubarak;[97]
- China: acompanha de perto, mas censurou informações sobre o evento em seu país;[98]
- Brasil: apoia a vitória da democracia;[99]
- Itália: o primeiro-ministro italiano Silvio Berlusconi elogiou publicamente o presidente egípcio, Hosni Mubarak;[100]
- Alemanha: deputados governistas propõem receber Hosni Mubarak no país;[101]
- França: O presidente Nicolas Sarkozy afirmou, durante um discurso, que espera que o Egito se mova para a democracia, e não para outra ditadura.[102]